# Томов, Тома
Тома Христов Томов (болг. Тома Христов Томов; род. 6 мая 1958, Генерал-Инзово, Ямболская область) — болгарский легкоатлет, специалист по барьерному бегу и спринту. Выступал за сборную Болгарии по лёгкой атлетике в 1980-х годах, обладатель бронзовой медали турнира «Дружба-84», чемпион Балкан, действующий рекордсмен страны в беге на 400 метров с барьерами, участник летних Олимпийских игр в Сеуле.

## Биография
Тома Томов родился 6 мая 1958 года в селе Генерал-Инзово, Болгария. Занимался лёгкой атлетикой в Ямболе, представлял местный клуб «Тунджа».
Впервые заявил о себе на международном уровне в сезоне 1982 года, когда вошёл в состав болгарской сборной и выступил в беге на 400 метров на чемпионате Европы в помещении в Милане. Позднее также стартовал в беге на 400 метров с барьерами на чемпионате Европы в Афинах, став в финале седьмым.
В 1983 году в 400-метровой дисциплине дошёл до полуфинала на чемпионате Европы в помещении в Будапеште. В барьерном беге на 400 метров дошёл до полуфинала на впервые проводившемся чемпионате мира по лёгкой атлетике в Хельсинки, финишировал вторым на Кубке Европы в Праге.
Рассматривался в качестве кандидата на участие в летних Олимпийских играх 1984 года в Лос-Анджелесе, однако Болгария вместе с другими странами восточного блока бойкотировала эти соревнования по политическим причинам. Вместо этого Томов выступил на альтернативном турнире «Дружба-84» в Москве, где выиграл бронзовую медаль в беге на 400 метров с барьерами. Кроме того, в этом сезоне отметился победой на Балканских играх в Афинах.
В 1985 году превзошёл всех соперников на домашних Балканских играх в Стара-Загоре, пришёл к финишу вторым на Кубке Европы в Будапеште, выступил на Всемирной Универсиаде в Кобе.
В 1986 году в беге на 400 метров с барьерами занял пятое место на Играх доброй воли в Москве, четвёртое место на чемпионате Европы в Штутгарте, победил на Балканских играх в Любляне, тогда как на международном старте в Будапеште установил ныне действующий рекорд Болгарии — 48,48.
На чемпионате мира 1987 года в Риме остановился на стадии полуфиналов 400-метрового барьерного бега.
В 1988 году среди прочего выиграл бронзовую медаль на Балканских играх в Анкаре. Благодаря череде успешных выступлений удостоился права защищать честь страны на Олимпийских играх в Сеуле — в программе бега на 400 метров с барьерами дошёл до полуфинала.
Завершил спортивную карьеру по окончании сезона 1990 года.